# 阿科拉鎮區 (伊利諾伊州道格拉斯縣)
阿科拉鎮區（英語：Arcola Towbship）是位於美國伊利諾伊州道格拉斯縣的一個行政鎮區。

## 地方資料
根據2010年美國人口普查的數據，阿科拉鎮區的面積為139.20平方千米，當中陸地面積為138.90平方千米，而水域面積為0.30平方千米。當地共有人口3253人，而人口密度為每平方千米23.37人。